# Abborrasjön (Knäreds socken, Halland)
Abborrasjön är en sjö i Laholms kommun i Halland och ingår i Lagans huvudavrinningsområde.